# Dido abandonada (Pérez)
Dido abandonada (título original en italiano, Didone abbandonata) es una ópera en tres actos del compositor italiano David Pérez (Nápoles, 1711 – Lisboa, 1778) con libreto de Pietro Metastasio.

## Ambientación
La escena está en Cartago, una ciudad al norte de África, el actual Túnez.

## Personajes
| Nº | Personaje | Descripción                                 |
| -- | --------- | ------------------------------------------- |
| 1  | Dido      | Reina de Cartago, amante de Eneas           |
| 2  | Eneas     | Héroe troyano                               |
| 3  | Iarba     | Rey de los Moros, nombrado como Arbace      |
| 4  | Selene    | Hermana de Dido, amante en secreto de Eneas |
| 5  | Araspe    | Confidente de Iarba y amante de Selene      |
| 6  | Osmida    | Confidente de Dido                          |

## Escenas

#### Primer Acto
- Escena 1: Un lugar magnífico para audiencias públicas el cual tiene un trono en un lado. Se ven las vistas en perspectiva de la ciudad de Cartago en construcción.
- Escena 9 - El patio.
- Escena 15 - Templo de Neptuno con simulacro del mismo.

#### Segundo Acto
- Escena 1 - Unos apartamentos reales que tienen una mesilla.
- Escena 10 - El atrio.
- Escena 14 - El gabinete con sillas.

#### Tercer Acto
- Escena 1 - El puerto con el barco para el embarque de Eneas y el puerto marítimo con barcos para el abordaje de Aeneas.
- Escena 4 - La arboleda entre la ciudad y el puerto.
- Escena 10 - La vista de la ciudad de Cartago.

## Representaciones
| Año  | Lugar             | Edificio                         | Título original        | Género        |
| ---- | ----------------- | -------------------------------- | ---------------------- | ------------- |
| 1751 | Génova            | -                                | La *Didone abbandonata | Drama musical |
| 1752 | Regio de Calabria | Teatro Público                   | Didone abbandonata     | Drama musical |
| 1753 | Lisboa            | Teatro Salvaterra                | Didone abbandonata     | Drama musical |
| 1755 | Mantua            | Regio-Ducal Teatro Vecchio       | La *Didone abbandonata | Drama musical |
| 1757 | Faenza            | Teatro de la academia del Remoti | Didone abbandonata     | Drama musical |
| 1761 | Londres           | King's Teatro en el Haymarket    | La *Didone abbandonata | Drama musical |
| 1765 | Lisboa            | Teatro del Barrio Alto           | Didone                 | Drama musical |

## Libretos
| Año  | Título original        | Lugar             | Editor                     |
| ---- | ---------------------- | ----------------- | -------------------------- |
| 1752 | Didone abbandonata     | Regio de Calabria | Vedrotti                   |
| 1753 | Didone abbandonata     | Lisboa            | Stamparia Sylviana         |
| 1755 | La *Didone abbandonata | Mantua            | Eredere di Alberto Pazzoni |
| 1757 | Didone abbandonata     | Faenza            | Archi                      |
| 1761 | La *Didone abbandonata | Londres           | George Woodfall            |
| 1765 | Didone                 | Lisboa            | -                          |